# Univerzijada
Univerzijada je međunarodni višesportski događaj, koji organizira Međunarodni studentski sportski savez. Na tome događaju sudjeluju mladi  sportaši  tj. studenti. Igre se održavaju svake dvije godine.
- Prva ljetna univerzijada održana je u Torinu 1959. godine, a prva zimska u Chamonixu godinu dana kasnije, 1960. godine.

## Športovi
| Športovi na ljetnoj univerzijadi: - atletika - gimnastika - judo - košarka - stolni tenis - nogomet - odbojka - plivanje - mačevanje - skokovi u vodu - tenis - vaterpolo | Športovi na zimskoj univerzijadi: - alpsko skijanje - biatlon - curling - daskanje na snijegu - brzo klizanje - hokej na ledu - umjetničko klizanje - skijaški skokovi |

## Univerzijade
| Mjesto            | Država                 | Igre                        | Godina | Igre                        | Mjesto                        | Država              |
| ----------------- | ---------------------- | --------------------------- | ------ | --------------------------- | ----------------------------- | ------------------- |
| Torino            | Italija                | I. Ljetna univerzijada      | 1959.  | --                          | --                            | --                  |
| --                | --                     | --                          | 1960.  | I. Zimska univerzijada      | Chamonix                      | Francuska           |
| Sofija            | Bugarska               | II. Ljetna univerzijada     | 1961.  | --                          | --                            | --                  |
| --                | --                     | --                          | 1962.  | II. Zimska univerzijada     | Villars                       | Švicarska           |
| Porto Alegre      | Brazil                 | III. Ljetna univerzijada    | 1963.  | --                          | --                            | --                  |
| --                | --                     | --                          | 1964.  | III. Zimska univerzijada    | Špindlerův Mlýn               | Češka               |
| Budimpešta        | Mađarska               | IV. Ljetna univerzijada     | 1965.  | --                          | --                            | --                  |
| --                | --                     | --                          | 1966.  | IV. Zimska univerzijada     | Sestriere                     | Italija             |
| Tokio             | Japan                  | V. Ljetna univerzijada      | 1967.  | --                          | --                            | --                  |
| --                | --                     | --                          | 1968.  | V. Zimska univerzijada      | Innsbruck                     | Austrija            |
| Torino            | Italija                | VI. Ljetna univerzijada     | 1970.  | VI. Zimska univerzijada     | Rovaniemi                     | Finska              |
| --                | --                     | --                          | 1972.  | VII. Zimska univerzijada    | Lake Placid                   | SAD                 |
| Moskva            | SSSR                   | VII. Ljetna univerzijada    | 1973.  | --                          | --                            | --                  |
| Rim               | Italija                | VIII. Ljetna univerzijada   | 1975.  | VIII. Zimska univerzijada   | Livigno                       | Italija             |
| Sofija            | Bugarska               | IX. Ljetna univerzijada     | 1977.  | --                          | --                            | --                  |
| --                | --                     | --                          | 1978.  | IX. Zimska univerzijada     | Špindlerův Mlýn               | Češka               |
| Mexico City       | Meksiko                | X. Ljetna univerzijada      | 1979.  | --                          | --                            | --                  |
| Bukurešt          | Rumunjska              | XI. Ljetna univerzijada     | 1981.  | X. Zimska univerzijada      | Jaca                          | Španjolska          |
| Edmonton          | Kanada                 | XII. Ljetna univerzijada    | 1983.  | XI. Zimska univerzijada     | Sofija                        | Bugarska            |
| Kobe              | Japan                  | XIII. Ljetna univerzijada   | 1985.  | XII. Zimska univerzijada    | Belluno                       | Italija             |
| Zagreb            | Jugoslavija            | XIV. Ljetna univerzijada    | 1987.  | XIII. Zimska univerzijada   | Štrbské Pleso                 | Češka               |
| Duisburg          | SR Njemačka            | XV. Ljetna univerzijada     | 1989.  | XIV. Zimska univerzijada    | Sofija                        | Bugarska            |
| Sheffield         | Ujedinjeno Kraljevstvo | XVI. Ljetna univerzijada    | 1991.  | XV. Zimska univerzijada     | Sapporo                       | Japan               |
| Buffalo           | SAD                    | XVII. Ljetna univerzijada   | 1993.  | XVI. Zimska univerzijada    | Zakopane                      | Poljska             |
| Fukuoka           | Japan                  | XVIII. Ljetna univerzijada  | 1995.  | XVII. Zimska univerzijada   | Jaca                          | Španjolska          |
| Sicilija          | Italija                | XIX. Ljetna univerzijada    | 1997.  | XVIII. Zimska univerzijada  | Muju                          | Južna Koreja        |
| Palma de Mallorca | Španjolska             | XX. Ljetna univerzijada     | 1999.  | XIX. Zimska univerzijada    | Poprad Tatry                  | Slovačka            |
| Peking            | NR Kina                | XXI. Ljetna univerzijada    | 2001.  | XX. Zimska univerzijada     | Zakopane                      | Poljska             |
| Daegu             | Južna Koreja           | XXII. Ljetna univerzijada   | 2003.  | XXI. Zimska univerzijada    | Tarvisio                      | Italija             |
| İzmir             | Turska                 | XXIII. Ljetna univerzijada  | 2005.  | XXII. Zimska univerzijada   | Innsbruck / Seefeld           | Austrija            |
| Bangkok           | Tajland                | XXIV. Ljetna univerzijada   | 2007.  | XXIII. Zimska univerzijada  | Torino                        | Italija             |
| Beograd           | Srbija                 | XXV. Ljetna univerzijada    | 2009.  | XXIV. Zimska univerzijada   | Harbin                        | NR Kina             |
| Shenzhen          | NR Kina                | XXVI. Ljetna univerzijada   | 2011.  | XXV. Zimska univerzijada    | Erzurum                       | Turska              |
| Kazan             | Rusija                 | XXVII. Ljetna univerzijada  | 2013.  | XXVI. Zimska univerzijada   | Trentino                      | Italija             |
| Gwangju           | Južna Koreja           | XXVIII. Ljetna univerzijada | 2015.  | XXVII. Zimska univerzijada  | Štrbské Pleso-Osrblie Granada | Slovačka Španjolska |
| Taipei            | Republika Kina         | XXVIV. Ljetna univerzijada  | 2017.  | XXVIII. Zimska univerzijada | Almaty                        | Kazahstan           |
| Napulj            | Italija                | XXVIV. Ljetna univerzijada  | 2019.  | XXVIV. Zimska univerzijada  | Krasnojarsk                   | Rusija              |
| Chengdu           | NR Kina                | XXVIV. Ljetna univerzijada  | 2021.  | XXVIV. Zimska univerzijada  | Lucerne                       | Švicarska           |
| Ekaterinburg      | Rusija                 | XXVIV. Ljetna univerzijada  | 2023.  | XXVIV. Zimska univerzijada  | Lake Placid                   | SAD                 |